# Manzolini (krater)
Manzolini är en nedslagskrater med en diameter på 41 kilometer, på planeten Venus. Manzolini har fått sitt namn efter den italienska biologen Anna Manzolini.